# Gás de elétrons bidimensional

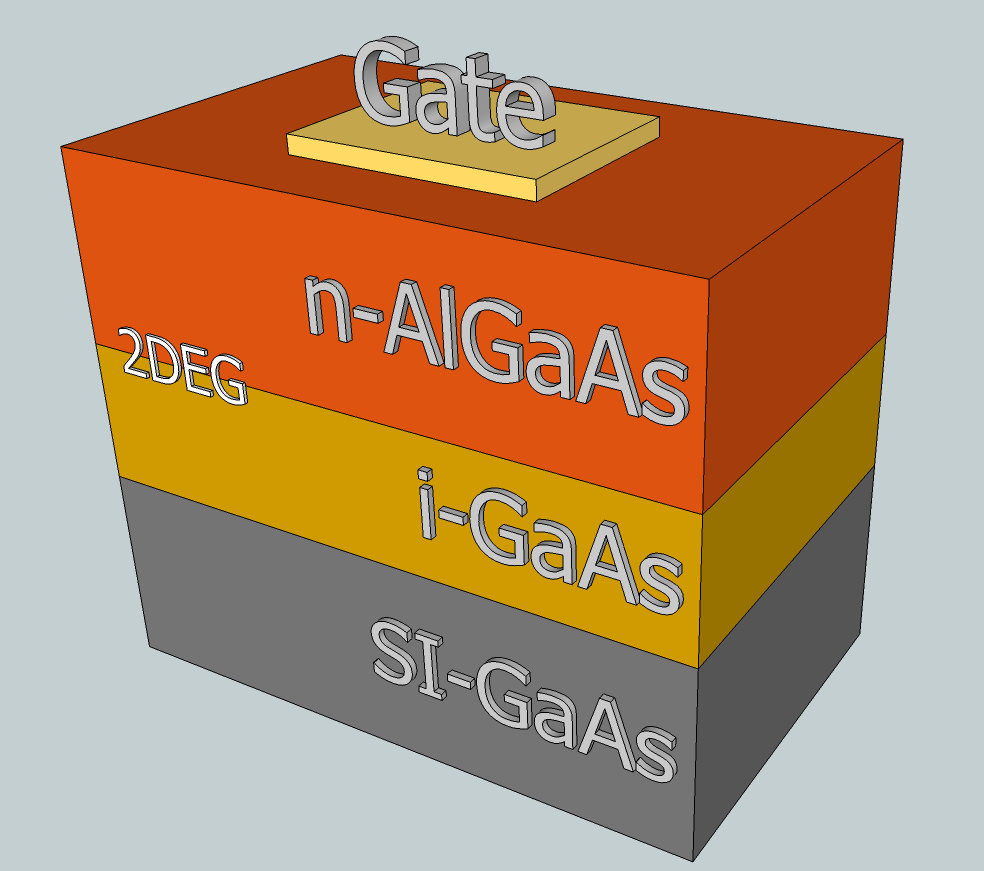
Heteroestruturas correspondente ao diagrama de limite de banda de condução de E_{C} e de nível de Fermi E_{F} deterimina a densidade de elétrons no gás de elétrons bidimensional. A forma de níveis quantificados no poço triangular de forma ideal apenas um deles se situa abaixo deE_{F}.

Um gás de elétrons bidimensional (2DEG em inglês) é um gás de elétrons livres para se mover em duas dimensões, mas firmemente confinado na terceira. Este confinamento firme conduz a níveis de energia quantizadas para o movimento nesse sentido, o qual pode então ser ignorado na maioria dos problemas. Assim, os elétrons parecem uma folha bidimensional incorporada em um mundo tridimensional
.